# 格倫代爾 (馬里蘭州)
格倫代爾（英語：Glenn Dale）是位於美國馬里蘭州佐治王子縣的一個普查規定居民點。

## 人口
根據2020年美國人口普查的數據，格倫代爾的面積為18.81平方千米，當中陸地面積為18.53平方千米，而水域面積為0.28平方千米。當地共有人口14698人，而人口密度為每平方千米781.39人。